# 高斯帕縣 (內布拉斯加州)
高斯帕縣（英語：Gosper County）是美國內布拉斯加州南部的一個縣。面積1,198平方公里。根據美國2000年人口普查，共有人口2,143人。縣治埃爾伍德（Elwood）。
成立於1873年11月26日，縣政府成立於1881年。縣名紀念州務卿、亞利桑那準州州務卿約翰·J·高斯帕（John J. Gosper）。